# Syllitus bellulus
Syllitus bellulus là một loài bọ cánh cứng trong họ Cerambycidae.